# Alban de Mayence

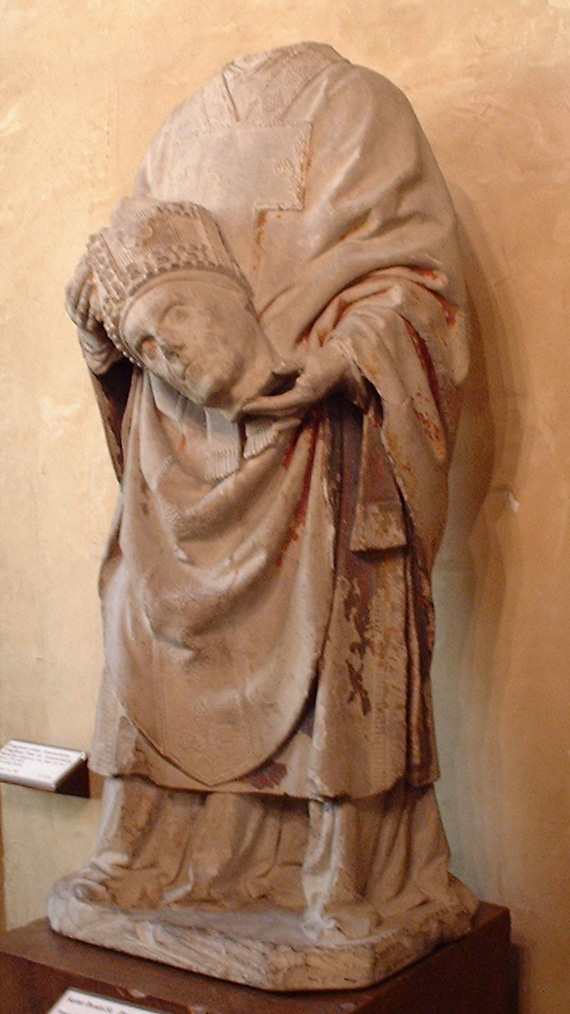
Alban de Mayence au Musée national du Moyen Âge

Alban de Mayence, en français Aubain ou Auban (occitanie), en latin Albanus, quelquefois Albin, était un prêtre grec (ou africain) envoyé comme missionnaire en Rhénanie où il trouve la mort en 406, aux mains des ariens. Considéré comme martyr par l'Église catholique, il est liturgiquement commémoré le 21 juin.

## Vie
Alban est un prêtre et missionnaire grec de Naxos, ou plus probablement, originaire d'Afrique du Nord. Envoyé en exil, Alban arrive à Rome. Après que le christianisme a été élevé au rang de seule religion officielle et obligatoire par l'empereur romain Théodose Ier, Ambroise de Milan envoie Alban pour une mission en Rhénanie où il accompagne son évêque, Théoneste (IVe siècle).
Avec leur compagnon Ursus, ils fuient tous les trois les hérétiques ariens, qui cherchaient à mettre à mort les catholiques. De Rome, ils se rendent à Milan, et de là, en Gaule. Ursus est martyrisé dans la ville d'Augusta, qui serait soit Aoste soit aussi Augsbourg (II: "Augusta á Rätien"). D'après certains auteurs, ils passent par la région de Namur, avant de se rendre à Mayence, dans l'Empire romain d'Occident. Théoneste, devenu évêque de Mayence, et son disciple Alban évangélisent cette région durant plusieurs années, malgré l'arianisme qui sévit.
Il prêche dans l'Empire romain d'Occident, dans la région de Mayence, et est à nouveau attaqué par les ariens. Il est mis à mort sur la place Gartenfeld (Mainz-Neustadt). Une tradition constante rapporte que sa langue murmura encore les louanges de Jésus-Christ, après que sa tête fut détachée du tronc; elle ajoute que le martyr ramassa sa tête, et qu'il la porta d'un pas ferme jusqu'à l'endroit où il fut ensuite enseveli avec honneur.

## Vénération et souvenir
- Le 21 juin, saint Alban est fêté à Mayence et en Bavière.
- Saint Alban est traditionnellement invoqué pour guérir les maux de tête violents, l'épilepsie et les empoisonnements.
- La collégiale bénédictine Saint-Alban-de-Mayence qui lui fut dédiée par Richulf, fut élevée en son honneur en 787. C'est un bâtiment mémoriel pour un martyr exceptionnel et aussi pour Fastrade, l’épouse de Charlemagne.
- On doit au Comte Albert II de Namur le fait d'avoir introduit le culte de saint Aubain à Namur, par la création d'un chapitre collégial en 1047, et par l'obtention de reliques de saint Aubain quelques années plus tard, en 1055.

### Titre de Saint Alban
- Patron de la ville de Mayence
- Patron du diocèse de Namur
- Patron du chapitre cathédral de Namur
- Patron de la cathédrale Saint-Aubain à Namur

## Sources
- Passio I, 10. Jh. (BHL 8110; "Tempore Theodosii"): AASS Oct. XIII, 347f;
- Passio II, 11. Jh. (BHL 8111, 8113b; "Temporibus impiissimi regis Hunerici [Honorii]", corr. apres cod. London, BM add. 36.737): AASS Oct. XIII, 345-347;
- Bède le Vénérable, Martyrologium, 21. juin: Migne, PL 94, 953
- Rabanus Maurus, Martyrologium, 21. Juni: CChr Continuatio Mediaevalis 44, 60